# Кастри (приход)
Кастри (англ. Castries Quarter) — один из одиннадцати приходов (единица административно-территориального деления) государства Сент-Люсия. Площадь 79 км². Перепись 2010 года, определила численность населения прихода в 65 656 человек. За последнее десятилетие численность населения медленно, но неуклонно росла: в 1993 году — 54 569 человек; в 1995 — 56 725; в 1997 — 59 788; в 1999 — 62 340 человек.

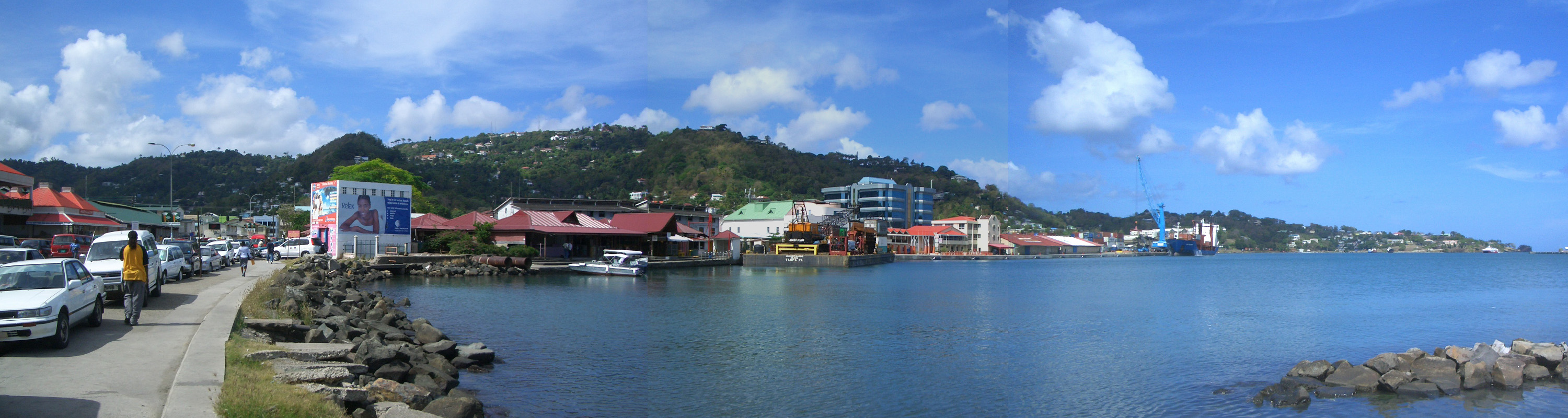
Панорама побережья Кастри

В приходе Кастри расположен город Кастри — столица Сент-Люсии. В Кастри проводится несколько этапов Джазового фестиваля Сент-Люсии.